# S Crucis
S Crucis (S Cru) es una estrella variable en la constelación de la Cruz del Sur.
Se encuentra a 672 pársecs (2190 años luz) del sistema solar.
S Crucis es una variable cefeida cuyo brillo oscila entre magnitud aparente +6,22 y +6,92 a lo largo de un período de 4,690 días.
Éste es un período breve para una cefeida, y son pocas las que, como R Trianguli Australis y AH Velorum, lo tienen más corto.
De tipo espectral medio F7Ib/II, la temperatura efectiva de S Crucis es de 6464 K.
Brilla con una luminosidad 1900 veces superior a la luminosidad solar.
Tiene un radio 42 veces más grande que el radio solar —comparable al de δ Cephei o al de V Centauri— y gira sobre sí misma con una velocidad de rotación proyectada de 10 km/s.
Posee una masa estimada 5,3 veces mayor que la del Sol.
S Crucis presenta una abundancia relativa de hierro inferior a la solar en un 25% ([Fe/H] = -0,12).
En cuanto a otros elementos evaluados, muestra sobreabundancia de nitrógeno ([N/H] = +0,26) y, en el otro extremo, su abundancia relativa de níquel y vanadio es menor a la encontrada en el Sol.